# Parque Olímpico da Barra
Parque Olímpico da Barra (ang. Barra Olympic Park) – kompleks obiektów sportowych położony w Rio de Janeiro, w dzielnicy Barra da Tijuca. Utworzony na potrzeby Letnich Igrzysk Olimpijskich 2016 oraz Letnich Igrzysk Paraolimpijskich 2016.
Po zakończeniu igrzysk kompleks miał zostać przekształcony w Olympic Training Centre. Niektóre obiekty miały zostać wówczas rozmontowane.

## Obiekty
W skład kompleksu wchodzi dziewięć obiektów.
| Obiekt                                                         | Dyscypliny rozgrywane w trakcie igrzysk            | Pojemność               |
| -------------------------------------------------------------- | -------------------------------------------------- | ----------------------- |
| Carioca Arena 1                                                | koszykówka                                         | 16 000                  |
| Carioca Arena 2                                                | judo, zapasy                                       | 10 000                  |
| Carioca Arena 3                                                | szermierka, taekwondo                              | 10 000                  |
| Arena do Futuro (Future Arena)                                 | piłka ręczna                                       | 12 000                  |
| Centro Aquático Maria Lenk (Maria Lenk Aquatic Center)         | skoki do wody, pływanie synchroniczne, piłka wodna | 5000                    |
| Estádio Olímpico de Desp. Aquáticos (Olympic Aquatics Stadium) | pływanie, piłka wodna                              | 18 000                  |
| Centro Olímpico de Tênis (Olympic Tennis Centre)               | tenis ziemny                                       | 10 000 (kort centralny) |
| Jeunesse Arena (Rio Olympic Arena)                             | gimnastyka                                         | 12 000                  |
| Velódromo Olímpico do Rio (Rio Olympic Velodrome)              | kolarstwo torowe                                   | 5000                    |